# Vane Bor
Vane Bor (v srbské cyrilici Ване Бор, vlastním jménem Stevan Živadinović; 20. listopadu 1908, Bor, Srbsko – 6. května 1993, Oxford, Spojené království) byl srbský avantgardní spisovatel a umělec, člen Bělehradské surrealistické skupiny.
S francouzskými surrealisty se potkal při svých studiích práv v Paříži; později se střetl i se svými krajany z Jugoslávie. Publikoval v několika časopisech (např. v surrealistickém periodiku Svedočanstva), spolupracoval s Markem Ristićem na manifestu Nemoguće (Nemožné) a později i Nadrealizam danas i ovde (Surrealismus tady a teď).
Vydal román (který sám označil v duchu protestních surrealistických tradic jako anti-román) s názvem Anti-Zeď (srbochorvatsky Anti-zid).
Ve výtvarné oblasti se věnoval především tvorbě tzv. fotogramů, které uveřejňoval v různých periodikách.
V předvečer druhé světové války emigroval do Velké Británie. Po válce se věnoval malířství[zdroj?], stal se členem několika britských asociací avantgardních malířů.